# Serra del Mig (Baix Empordà)
La Serra del Mig és una serra als límits entre els municipis de Colomers, Garrigoles, Jafre i Vilopriu a la comarca del Baix Empordà, amb una elevació màxima de 84,5 metres. És una serra baixa que s'allargassa en sentit nord-sud.